# Lenka Pohoralek

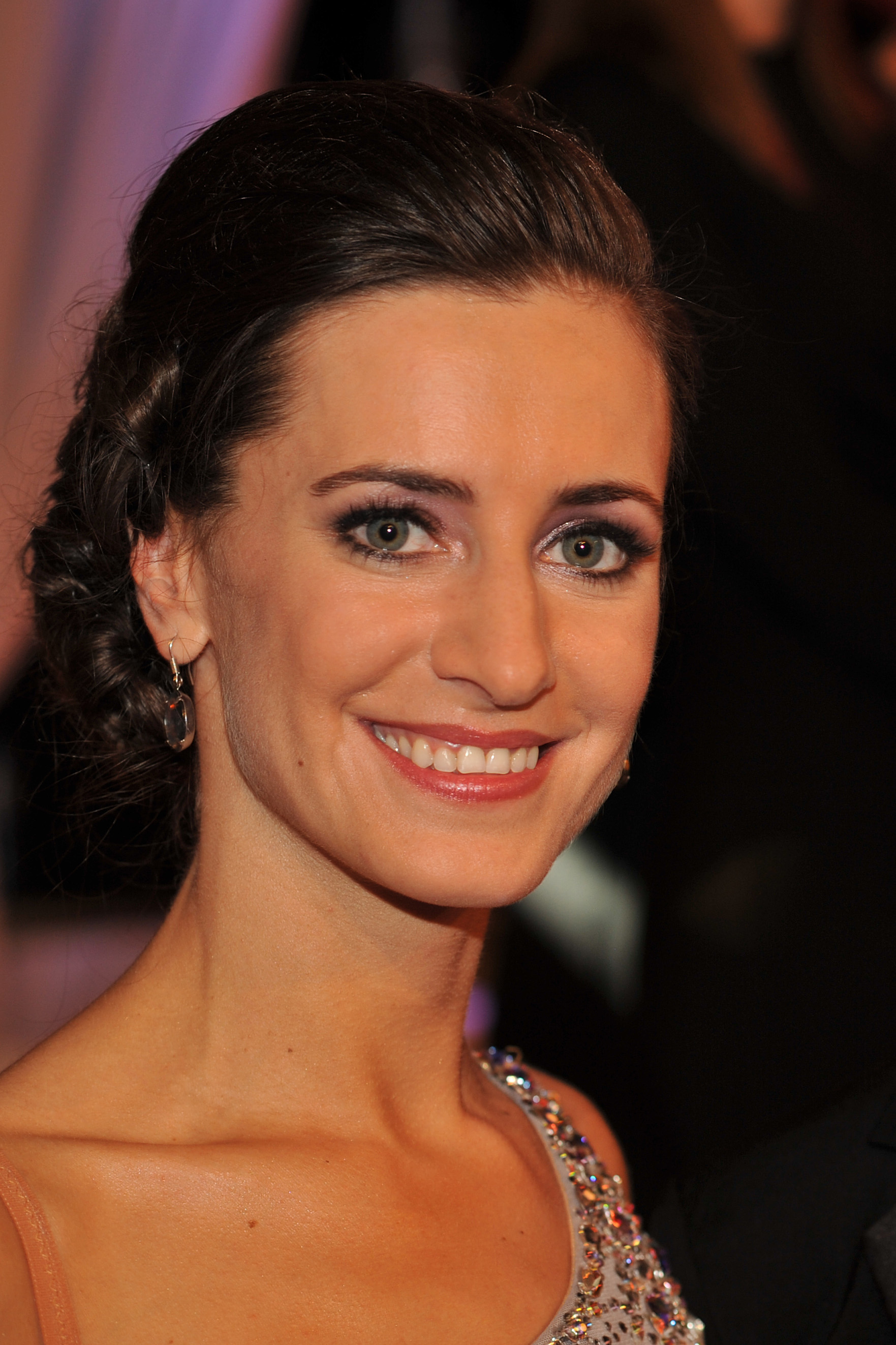
Lenka Pohoralek, 2014

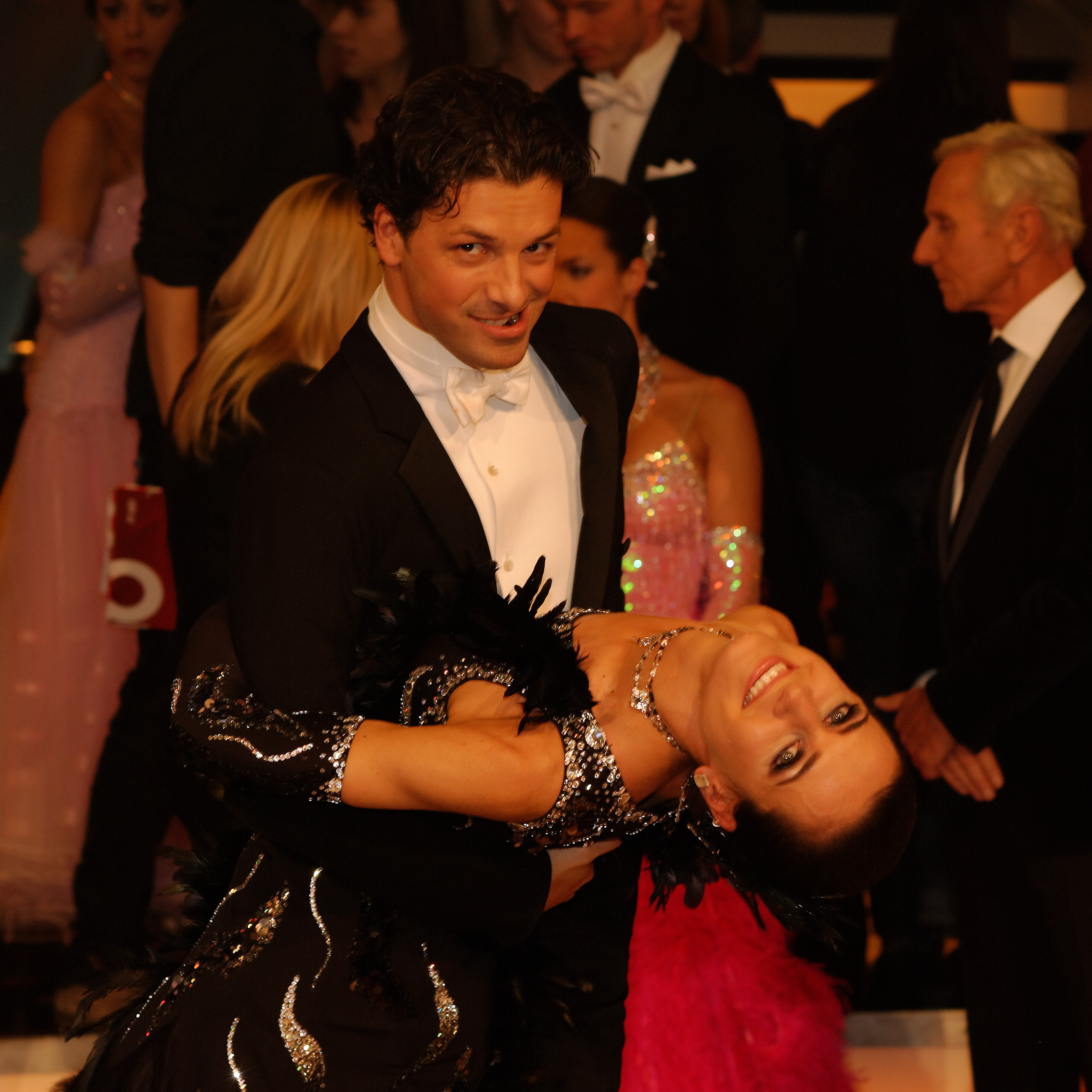
Lenka Pohoralek und Thomas Kraml 2013

Lenka Pohoralek (geborene Lenka Marosiová, * 22. Mai 1982 in Poprad, Tschechoslowakei) ist eine slowakisch-österreichische Tänzerin in den Sparten Standard- und Lateinamerikanische Tänze sowie eine Tanzlehrerin. Über ihre Teilnahme an der Tanzshow Dancing Stars wurde sie seit 2012 einem breiten Publikum bekannt.

## Leben
Lenka Marosiová siedelte 2001 nach Österreich um und lebt in Wien. Seit 2008 tanzt sie zusammen mit Thomas Kraml bei den Profis für Österreich. Mit Kraml wurde sie österreichische Staatsmeisterin sowie Viertelfinalistin in den lateinamerikanischen Tänzen bei der Europameisterschaft 2012. In der Tanzschule Kraml in Wien arbeitet sie auch als Tanzlehrerin.
2012 bekam sie bei Dancing Stars (damals noch als Lenka Marosiová) den Schauspieler Albert Fortell als Tanzpartner zugeteilt. Das Paar schied in der zweiten Vorrunde aus.
Danach heiratete sie und änderte ihren Namen in Pohoralek. Als Lenka Pohoralek war sie bei Dancing Stars 2013 wieder dabei. Diesmal bekam sie den Schlagersänger Gregor Glanz als Tanzpartner. Das Paar schied nach der achten Show aus und kam auf Platz 7. In der 9. Staffel 2014 tanzte sie mit Erik Schinegger. Schinegger verletzte sich kurz vor der siebten Runde und gab am 24. April 2014 freiwillig auf. Mit Thomas May kam sie 2016 auf den zehnten Platz. 2017 tanzte sie mit Walter Schachner auf Rang 7. 2021 nahm sie mit Otto Konrad teil und erreichte den achten Platz. 2023 tanzte sie mit Lucas Fendrich auf Rang 6.